# Yves Monnet
Yves Monnet, né le 21 novembre 1932 à Lyon et mort le 14 octobre 2022 à Séville, est un magistrat français.

## Parcours
Yves Monnet entre dans la magistrature en 1956. Entre 1960 et 1969 il est magistrat détaché au ministère de la Justice. Le 27 juin 1969, il est nommé conseiller technique au cabinet du Premier ministre Jacques Chaban-Delmas. Le 29 août 1971, il est nommé conseiller référendaire à la Cour de cassation. Le 31 mars 1978, il devient président du tribunal de Versailles. Le 26 avril 1978, il est nommé directeur de cabinet de Chaban-Delmas, élu président de l'Assemblée nationale le 3 avril de la même année. Pour cela, il sollicite une autre affectation lui permettant d'obtenir un détachement, et en juillet 1978 il est nommé avocat général à la cour d'appel de Paris. Le 18 avril 1983 il est promu conseiller à la Cour de cassation, et le 2 juillet de la même année est nommé président du tribunal de Paris. Il succède à Pierre Drai, nommé premier président de la cour d'appel de Paris. En janvier 1986, il met en œuvre la création d'une section pénale à la première chambre du tribunal de grande instance de Paris. Au temps de sa présidence au tribunal de Paris, Pierre Drai avait déjà mis en place à la première chambre une section sociale.  
Sa proximité avec Chaban-Delmas lui vaut d’être proposé par Albin Chalandon, garde des Sceaux de la première cohabitation, pour diriger le parquet général de Paris. Le 17 décembre 1986, par décision prise en conseil des ministres, et donc avalisée par le président de la République, François Mitterrand, il est nommé procureur général près la cour d'appel de Paris. Il y remplace Robert Bouchery, admis à faire valoir ses droits à la retraite.
À la suite du retour de la gauche au pouvoir, le 13 juillet 1988, il quitte le parquet général de Paris et est réintégré à la Cour de cassation en tant qu'avocat général. En mars 1996, il accède au rang de premier avocat général.  Il est admis à faire valoir ses droits à la retraite à faire date du 31 décembre 2001. Il est premier avocat général honoraire depuis.

## Distinctions
- Commandeur de la Légion d'honneur (1er janvier 1992).
- Grand officier de l'ordre national du Mérite (7 mai 2007).